# Moodle
Moodle [ˈmuːdəl] je softwarový balíček pro tvorbu výukových systémů a elektronických kurzů na internetu. Moodle je poskytován zdarma jako otevřený software spadající pod obecnou veřejnou licenci GNU.

## Přehled
Moodle původně vyvinul Martin Dougiamas, aby pomohl pedagogům vytvářet online kurzy se zaměřením na interakci a spolupráci při vytváření obsahu. První verze Moodle byla vydána 20. srpna 2002 a nadále se aktivně vyvíjí.

## Etymologie názvu
Slovo Moodle bylo původně akronymem pro Modular Object-Oriented Dynamic Learning Environment (Modulární objektově orientované dynamické prostředí pro výuku). V angličtině jej lze také považovat za sloveso, které popisuje proces líného bloumání od jednoho k druhému, dělání věcí podle svého, hravost, která často vede k pochopení problému a podporuje tvořivost. V tomto smyslu se vztahuje jak k samotnému zrodu Moodlu, tak k přístupu studenta či učitele k výuce v on-line kurzech. V češtině se slovo Moodle považuje za vlastní jméno s charakterem neživotného podstatného jména mužského rodu a skloňuje se podle vzoru hrad (Moodle, bez Moodlu, …; s náležitou výslovností).

## Vývoj
Původním autorem programu Moodle je Martin Dougiamas, který koordinuje jeho vývoj dodnes. První prototypy byly napsány v jazyce Python nad aplikačním serverem Zope. Poté byl přepsán do jazyka PHP a první verze byla zveřejněna 20. srpna 2002. Na české lokalizaci se pracuje od 10. ledna 2003. Moodle podporuje řadu typů databází, především PostgreSQL a MySQL.
Komunitu vývojářů Moodlu zastřešuje společnost Moodle Pty Ltd. se sídlem v australském městě Perth. Poskytováním komerční podpory a dalších souvisejících služeb se zabývá řada institucí a firem z celého světa; některé z nich jsou nositelem certifikátu Moodle Partner a mohou tak používat značku Moodle™. V České republice jsou dva oficiální Moodle Partneři:
- společnost PragoData Consulting, s.r.o.
- společnost PC HELP, a.s.

## Charakteristické rysy (features)
Tvůrci kurzu v prostředí Moodle mají k dispozici řadu modulů, z nichž sestavují jeho obsah. Nastavení modulů i jejich jednotlivých instancí lze dále přizpůsobovat a využívat je tak v různých pedagogických situacích. Kromě modulů dodávaných přímo v distribuci je k dispozici řada rozšiřujících modulů.
Pomocí standardně dodávaných modulů lze do on-line kurzu vkládat např.:
- studijní materiály ve formě HTML stránek, souborů ke stažení, Flash animací, strukturovaných přednášek apod.
- diskusní fóra s možností odebírání příspěvků emailem
- úkoly pro účastníky kurzu
- automaticky vyhodnocované testy složené z různých typů testových úloh
- slovníky a databáze, na jejichž plnění se mohou podílet účastníci kurzu
- ankety
- vzdělávací obsah dle specifikace SCORM nebo IMS Content Package

Moodle umožňuje evidenci studijních výsledků. Činnost uživatelů je zaznamenávána v podrobných protokolech a souhrnných statistikách. Je možno jej napojit na další systémy, např. autentizační (Active Directory, LDAP, Shibboleth), komunikační (Jabber), sociální (Mahara) nebo pro správu webového obsahu (Postnuke).